# Sent Daunès, Sent Pantalion e Bagat
Sent Daunès, Sent Pantalion e Bagat (en francès Barguelonne-en-Quercy) és un nou municipi francès, situat al departament de l'Òlt i a la regió d'Occitània. Va ser creat el 2019 agrupant els antics municipis de Sent Daunès, Sent Pantalion i Bagat.
El municipi té Sent Daunès com a capital administrativa, i també compta amb els agregats de Carbonièr, la Boissa, las Saulas, Brugals, Vilars, Boet, Ventaurelh, Masselha (antic municipi de Sent Daunès); Prenhac, Bonarma, la Boissièira, les Catiás, la Garriga, la Codonha (antic municipi de Sent Pantalion); la Cotura, Folmont, Vilard, Pichòt, Botet, las Boïgas i Morgas (antic municipi de Bagat).

## Demografia
| 690                   |
| Des de 2020: Població |

## Administració
| Període | Identitat       | Partit |
| ------- | --------------- | ------ |
| 2001-   | Chistophe Canal |        |